# Werner Köhler (Mediziner)
Werner Köhler (* 24. März 1929 in Dresden; † 2. August 2021 in Freiburg im Breisgau) war ein deutscher Mikrobiologe, Immunologe und Ethnologe sowie Medizinhistoriker.

## Studium, Facharztausbildung, Promotionen
Als Sohn eines Werkmeisters beendete er im Jahre 1945 die Oberschule, um danach bis zum Jahr 1951 das Fach Medizin an der Friedrich-Schiller-Universität Jena zu studieren. Am gleichen Ort studierte er auch ab 1946 die Fächer Anthropologie und Ethnologie. Politisch orientierte er sich bei der National-Demokratischen Partei Deutschlands (NDPD), deren Mitglied er 1950 wurde. Von April 1982 (12. Parteitag) bis 1990 gehörte er dem Hauptausschuss der NDPD an.
In den Jahren 1951 bis 1953 leistete er im Rahmen der medizinischen Arztausbildung Pflichtzeiten an Universitätskliniken in Thüringen ab. So praktizierte er 1952 das Fach der Chirurgie an der Universitätsklinik von Chemnitz. Im Jahre 1953 arbeitete er als Assistent am Forschungsinstitut für Mikrobiologie und Hygiene in Bad Elster. Zum Dr. rer. nat. promovierte er an der Universität Jena 1953 mit dem Thema Der afrikanische Holzmörser. Ein Beitrag zur Frühgeschichte der Nahrungswirtschaft. Danach ging er 1954 an das Hygiene-Institut der Universität Rostock, um dort im gleichen Jahr die Promotion zum Dr. med. mit der Arbeit  Streptolysin und Antistreptolysin mit besonderer Berücksichtigung der Antistreptolysin-Reaktion an der Universität Rostock zu erlangen.

## Habilitation und Dozent
Im Jahre 1956 erfolgte seine Ernennung zum Oberarzt und zum Facharzt für Bakteriologie und Serologie. Am 27. Mai 1957 habilitierte er mit der Arbeit Pseudomonas aeruginosa (Bact. pyocyaneum) : Cytologie, L-Cyclus, Biochemie und Serologie an der Universität Rostock. Es folgte seine Ernennung zum Dozenten für Medizinische Mikrobiologie an der Universität Rostock im Jahre 1957 und im Rahmen der Umhabilitation und erfolgter Anerkennung der Dozentur an der Friedrich-Schiller-Universität in Jena im Jahr 1958.

## Professur, Institutsdirektor und Lehrstuhl
Im Jahre 1958 übernahm er die Leitung der Abteilung für Medizinische Mikrobiologie am Zentralinstitut für Mikrobiologie und experimentelle Therapie (ZIMET) der Deutschen Akademie der Wissenschaften (DAW) in Jena. Zum Professor an der DAW in Berlin wurde er 1961 ernannt. Ab 1966 bis 1972 hatte er auch im Nebenamt die Funktion eines Institutsdirektors am Forschungsinstitut für Mikrobiologie und Hygiene in Bad Elster inne. Zum Bereichsleiter am ZIMET wurde er 1970, und zum stellvertretenden Institutsdirektor 1976 ernannt. Ab 1992 war er an der Gründung des Instituts für Experimentelle Mikrobiologie an der Universität Jena beteiligt. Ab 1993 bis 1995 wirkte er als Lehrstuhlinhaber für Experimentelle Mikrobiologie und Immunchemie an der Universität Jena.

## Schwerpunkte seiner Arbeiten
Hauptsächlich befasste er sich auf dem Gebiet der Medizinischen Mikrobiologie mit der Erforschung der Streptokokken. Dabei bildeten die Serologie und die Pathologie der Streptokokkeninfektion die Schwerpunkte. Wichtige Punkte waren dabei die Untersuchungen über das sogenannte Zellwand-M-Protein als Ansatz für die Entwicklung einer Schutzimpfung. Diese Arbeiten fanden in Kooperation mit dem Institut für experimentelle Pathologie und Therapie in Suchumi statt, wo auch Versuche von Schutzimpfungen an Rhesusaffen ausgeführt wurden.
Einzeluntersuchungen über Toxine im extrazellulären Bereich, die sogenannten erythrogenen Toxine der Streptokokken, wurden in Zusammenarbeit mit dem Institut für Klinische Bakteriologie in Umeå in Schweden durchgeführt, um eine antitoxische Schutzimpfung zu entwickeln. In der DDR fanden auch Arbeiten zur Entwicklung eines Thrombolyticum der Streptokinase statt, um dieses in der DDR herzustellen.
Mit Otto Prokop und Gerhard Uhlenbruck gelang der Nachweis der Existenz von sogenannten Protektinen bei Fischen in Form der Lektine und bei Schnecken, die zu einer Anwendung in der Diagnostik führten. Mit Prokop gelang es ihm, die Bindung von Haptoglobin an bestimmten Streptokokken nachzuweisen.
Während und nach seiner aktiven Zeit als Mikrobiologe verfasste er Arbeiten zur Geschichte der Bakteriologie. Allein und mit anderen Autoren war er an der Veröffentlichung von sechs Fachbüchern und an mehr als 450 Artikeln in Fachzeitschriften bis 1993 beteiligt. Er verfasste auch bei Hand- und Wörterbüchern Einzelbeiträge.

## Mitgliedschaften und Ämter
- 1968 Deutsche Akademie der Naturforscher Leopoldina
- 1970 Korrespondierendes Mitglied der DAW zu Berlin (später: Akademie der Wissenschaften der DDR)
- 1976–1992 Ordentliches Mitglied der Akademie der Wissenschaften der DDR
- 1979–1983 Obmann der Sektion Medizinische Mikrobiologie und Hygiene in der Leopoldina
- 1982 Hauptausschuss der NDPD
- 1983–1990 Sekretär für Medizin in der Leopoldina
- 1990–2000 Vizepräsident der Leopoldina
- 1990 Ordentliches Mitglied der Akademie gemeinnütziger Wissenschaften zu Erfurt
- 1991–2010 Präsident der Akademie gemeinnütziger Wissenschaften zu Erfurt
- 1990–1991 zeitweilige Beratungskommission 'Grundlagenforschung' des Bundesministers für Wissenschaft und Technologie
- 1991 Leiter des Nationalen Referenzzentrums für Streptokokken des Bundesministeriums für Gesundheit
- 1991 Kuratorium der Karl-Heinz-Beckurts-Stiftung
- 1992 Wahlgremium für die Berlin-Brandenburgische Akademie der Wissenschaften (alias Preußische Akademie der Wissenschaften)
- 1992 Kollegium für den Claudius-Galenus-Preis (Galenus-von-Pergamon-Preis)
- 1994 außerordentliches Mitglied der Berlin-Brandenburgischen Akademie der Wissenschaften

## Auszeichnungen
- 1970 Rudolf-Virchow-Preis
- 1977 Orden Banner der Arbeit Stufe I (im Kollektiv)
- 1982 Ernennung zum Dr. med. h. c. durch die Universität Umeå (Schweden)
- 1985 Vaterländischer Verdienstorden in Silber
- 1992 Aronson-Preis des Senats von Berlin (1972 verliehen)[5]
- 1988 Nationalpreis der DDR III. Klasse für Wissenschaft und Technik
- 1990 Ehrenmitglied des Kitasoto-Instituts in Tokio
- 1999 Verdienstmedaille der Leopoldina[6]

## Schriften (Auswahl)

### Als Autor
Aufsätze
- Menstruation, Schwangerschaft und Geburt in Afrika. In: Wissenschaftliche Zeitschrift Jena, Mathematisch-Naturwissenschaftliche Reihe, 3 (1953/54), Seiten 129–142.
- Die Antistreptolysin-Rektion (ASR). In: Deutsch. Gesundheitswesen, Band 9 (1954), Seiten 992–997.
- Corynebacterium citreum-mobile, ein neuer, farbstoffbildender saprophytärer Keim des Genus Corynebacterium. In: Zentralblatt für Bakteriologie, Mikrobiologie und Hygiene I. Orig., Band 162 (1954), Seiten 275–280, ISSN 0372-8110
- Die Geißelfärbung nach Leifson. In: Wissenschaftliche Zeitschrift der Universität Rostock, Mathematisch-Naturwissenschaftlich Reihe, Band 5 (1955/56), Seiten 357–365.
- Die Streptokokkendifferenzierung. In: Heilberufe, Band 6 (1956), Seiten 155–161, ISSN 0017-9604
- Über eine experimentelle Methode zur Unterscheidung von Leptospiren und Pseudospirochäten. In: Zentralblatt für Hygiene, Band 168 (1957), Seiten 486–488.
- Peptonum - Pepton. In: Pharmazeutische Zentralhalle, Band 97 (1958), Seiten 109–110, ISSN 0369-9773
- Differentialdiagnose von Pseudomonas aeruginosa durch Cytochromoxydase-Nachweis (Gaby-Test). In: Zentralblatt für Hygiene, Band 176 (1959), Seiten 476–480.
- Über das Vorkommen von Streptokokken der serologischen Gruppe K bei einem Ovarialabzess. In: Zeitschrift für die gesamte Hygiene und ihre Grenzgebiete, Band 6 (1960), Seiten 371–373, ISSN 0049-8610
- Über eine neue, im Genitaltrakt von Bullen vorkommende serologische Gruppe h bei Pseudomonas aeruginosa. In: Zuchthygiene, Band 5 (1961), Seiten 123–130, ISSN 0514-4191
- Antibiotikaempfindlichkeit humaner PPLO-Stämme. In: Zentralblatt für Bakteriologie, Mikrobiologie und Hygiene I. Orig., Band 185 (1962), Seiten 355–366, ISSN 0372-8110
- Untersuchungen über das Vorkommen seltener Virus-Antikörper (West-Nile-Virus) in der Berliner Bevölkerung. In: Monatsberichte DAW Berlin, Band 7 (1965), Seiten 398–399, ISSN 0011-9814
- Agglutinationsversuche an Streptokokken mit dem Phytagglutinin aus Dolichos biflorus mit Otto Prokop, in: Zeitschrift für Immunitätsforschung, Allergie und klinische Immunologie, Band 133 (1967), Seiten 171–175, ISSN 0044-2879
- zusammen mit Otto Prokop und Gerhard Uhlenbruck: A new source of antibody-like substances having anti-blood group specificity. In: Vox Sanguinis, Band 14 (1968), Seiten 321–333, ISSN 0042-9007
- zusammen mit Hanspeter Mochmann: 100 Jahre Bakteriologie. Die Entdeckung des Diphterieerregers durch Friedrich Löffler. In: Medicamentum, Band 21 (1980), Seiten 345–352, ISSN 0543-2960
- Johann Bartholomäus Trommsdorff (1770–1837) und andere große Erfurter Naturwissenschaftler. In: Dietmar von der Pfordten (Hrsg.): Große Denker Erfurts und der Erfurter Universität. Wallstein Verlag, Göttingen 2002, ISBN 3-89244-510-9.
- Beiträge in Werner E. Gerabek, Bernhard Dietrich Haage, Gundolf Keil, Wolfgang Wegner (Hrsg.): Enzyklopädie Medizingeschichte. 2. (unveränderte) Auflage. De Gruyter, Berlin 2007, ISBN 3-11-015714-4 (3 Bände).

Bücher
- Streptolysine und Antistreptolysin-Reaktion. Theorie und Praxis (= Beiträge zur Hygiene und Epidemiologie, Heft 9). Leipzig 1957.
  - 3. Auflage: Die Serologie des Rheumatismus und der Streptokokkeninfektionen (= Beiträge zur Hygiene und Epidemiologie, Heft 9). Barth, Leipzig 1963.
- zusammen mit Hans Jürgen Otte: Die Praxis der Resistenz- und Spiegelbestimmungen zur antibiotischen Therapie. Fischer, Jena 1958.
- Bakteriologische und serologische Diagnostik der Erkrankungen des rheumatischen Formenkreises. Buchhaus, Leipzig 1966.
- zusammen mit Hanspeter Mochmann: Grundriss der medizinischen Mikrobiologie. Fischer, Jena 1975.
- zusammen mit Anton Mayr: Mischinfektionen (= Infektionskrankheiten und ihre Erreger 19). Fischer, Jena 1980.
- u#zusammen mit Hanspeter Mochmann: Meilensteine der Bakteriologie. Von Entdeckungen und Entdeckern aus den Gründerjahren der medizinischen Mikrobiologie. Edition Wötzel, Frankfurt/M. 1997, ISBN 3-925831-15-0 (EA Jena 1984)

### Als Herausgeber
- zusammen mit Hans Wolfgang Ocklitz, Hanspeter Mochmann und H. Abaza: Infektionskrankheiten (= Handbuch der inneren Krankheiten, 5). Fischer, Stuttgart 1983
- zusammen mit Rudolf Rott: Pathogenitätsmechanismen viraler, bakterieller und protozoärer Infektionen. Barth, Leipzig 1991.
- zusammen mit Bernhard Fleischer und Michael Buslau: Lebensbedrohliche Streptokokken- und Staphylokokkenerkrankungen. Leopoldina-Meeting vom 19. bis 20. Mai 1995 in Inzell. Barth, Heidelberg 1996, ISBN 3-335-00488-4.
- zusammen mit Jürgen Kiefer: Seuchen gestern und heute. AGW, Erfurt 1999, ISBN 3-932295-42-0.
- zusammen mit Anna Przondo-Mordarska, Gerhard Pulverer und Anna Przondo-Mordarska: Bacterial Pathogenesis. Modern Approaches. Barth, Heidelberg 1999, ISBN 3-8304-5063-X.